# Coppa del Mondo di biathlon 1996
La Coppa del Mondo di biathlon 1996 fu la diciannovesima edizione della manifestazione organizzata dall'Unione Internazionale Biathlon; ebbe inizio il 7 dicembre 1995 a Östersund, in Svezia, e si concluse il 17 marzo 1996 a Hochfilzen, in Austria. Nel corso della stagione si tennero a Ruhpolding i Campionati mondiali di biathlon 1996, validi anche ai fini della Coppa del Mondo, il cui calendario non contemplò dunque interruzioni.
In campo maschile furono disputate 14 gare individuali e 5 a squadre in 7 diverse località; il russo Vladimir Dračëv si aggiudicò la coppa di cristallo, il trofeo assegnato al vincitore della classifica generale. Non vennero stilate classifiche di specialità; Jon Åge Tyldum era il detentore uscente della Coppa generale.
In campo femminile furono disputate 14 gare individuali e 5 a squadre in 7 diverse località; la francese Emmanuelle Claret si aggiudicò la coppa di cristallo. Non vennero stilate classifiche di specialità; Anne Briand era la detentrice uscente della Coppa generale.

## Uomini

### Risultati
| Data                                 | Località          | Nazione    | Spec. | Primo                                                                        | Secondo                                                                      | Terzo                                                                         |
| ------------------------------------ | ----------------- | ---------- | ----- | ---------------------------------------------------------------------------- | ---------------------------------------------------------------------------- | ----------------------------------------------------------------------------- |
| 7 dicembre 1995                      | Östersund         | Svezia     | IN    | Vesa Hietalahti                                                              | Sergej Tarasov                                                               | Pavel Muslimov                                                                |
| 9 dicembre 1995                      | Östersund         | Svezia     | SP    | Ludwig Gredler                                                               | Sven Fischer                                                                 | Pieralberto Carrara                                                           |
| 10 dicembre 1995                     | Östersund         | Svezia     | RL    | Russia Viktor Majgurov Vladimir Dračëv Pavel Muslimov Aleksej Kobelev        | Germania Ricco Groß Mark Kirchner Frank Luck Sven Fischer                    | Austria Hannes Obererlacher Wolfgang Perner Reinhard Neuner Ludwig Gredler    |
| 14 dicembre 1995                     | Oslo Holmenkollen | Norvegia   | IN    | Sven Fischer                                                                 | Mikael Löfgren                                                               | Vladimir Dračëv                                                               |
| 16 dicembre 1995                     | Oslo Holmenkollen | Norvegia   | SP    | Sven Fischer                                                                 | Viktor Majgurov                                                              | Ricco Groß                                                                    |
| 17 dicembre 1995                     | Oslo Holmenkollen | Norvegia   | RL    | Russia Viktor Majgurov Vladimir Dračëv Sergej Tarasov Pavel Muslimov         | Germania Ricco Groß Mark Kirchner Frank Luck Sven Fischer                    | Norvegia Ole Einar Bjørndalen Egil Gjelland Frode Andresen Jon Åge Tyldum     |
| 11 gennaio 1996                      | Anterselva        | Italia     | IN    | Ole Einar Bjørndalen                                                         | Vladimir Dračëv                                                              | Halvard Hanevold                                                              |
| 13 gennaio 1996                      | Anterselva        | Italia     | SP    | Ludwig Gredler                                                               | Ole Einar Bjørndalen                                                         | Vladimir Dračëv                                                               |
| 14 gennaio 1996                      | Anterselva        | Italia     | RL    | Russia Viktor Majgurov Vladimir Dračëv Sergej Tarasov Aleksej Kobelev        | Bielorussia Aljaksej Ajdaraŭ Aleh Ryžankoŭ Vadzim Sašuryn Aljaksandr Papoŭ   | Italia René Cattarinussi Wilfried Pallhuber Patrick Favre Pieralberto Carrara |
| 18 gennaio 1996                      | Osrblie           | Slovacchia | IN    | Vladimir Dračëv                                                              | Raphaël Poirée                                                               | Vesa Hietalahti                                                               |
| 20 gennaio 1996                      | Osrblie           | Slovacchia | SP    | Vladimir Dračëv                                                              | Ludwig Gredler                                                               | René Cattarinussi                                                             |
| 21 gennaio 1996                      | Osrblie           | Slovacchia | TM    | Austria Wolfgang Perner Martin Pfurtscheller Reinhard Neuner Ludwig Gredler  | Norvegia Frode Andresen Halvard Hanevold Ole Einar Bjørndalen Egil Gjelland  | Finlandia Paavo Puurunen Erkki Latvala Vesa Hietalahti Ville Räikkönen        |
| Campionati mondiali di biathlon 1996 |                   |            |       |                                                                              |                                                                              |                                                                               |
| 4 febbraio 1996                      | Ruhpolding        | Germania   | IN    | Sergej Tarasov                                                               | Vladimir Dračëv                                                              | Vadzim Sašuryn                                                                |
| 6 febbraio 1996                      | Ruhpolding        | Germania   | TM    | Bielorussia Vadzim Sašuryn Aleh Ryžankoŭ Aljaksandr Papoŭ Pëtr Ivaška        | Russia Viktor Majgurov Vladimir Dračëv Pavel Muslimov Sergej Rožkov          | Italia René Cattarinussi Pieralberto Carrara Patrick Favre Hubert Leitgeb     |
| 9 febbraio 1996                      | Ruhpolding        | Germania   | SP    | Vladimir Dračëv                                                              | Viktor Majgurov                                                              | René Cattarinussi                                                             |
| 11 febbraio 1996                     | Ruhpolding        | Germania   | RL    | Russia Viktor Majgurov Vladimir Dračëv Sergej Tarasov Aleksej Kobelev        | Germania Ricco Groß Peter Sendel Frank Luck Sven Fischer                     | Bielorussia Aljaksej Ajdaraŭ Aleh Ryžankoŭ Vadzim Sašuryn Aljaksandr Papoŭ    |
| 7 marzo 1996                         | Pokljuka          | Slovenia   | IN    | Sergej Rožkov                                                                | Vladimir Dračëv                                                              | Viktor Majgurov                                                               |
| 9 marzo 1996                         | Pokljuka          | Slovenia   | SP    | Vladimir Dračëv                                                              | Viktor Majgurov                                                              | Sven Fischer                                                                  |
| 10 marzo 1996                        | Pokljuka          | Slovenia   | RL    | Russia Pavel Muslimov Vladimir Dračëv Ėduard Rjabov Aleksej Kobelev          | Norvegia Ole Einar Bjørndalen Halvard Hanevold Frode Andresen Dag Bjørndalen | Germania Peter Sendel Frank Luck Mark Kirchner Sven Fischer                   |
| 14 marzo 1996                        | Hochfilzen        | Austria    | IN    | Viktor Majgurov                                                              | Halvard Hanevold                                                             | Vladimir Dračëv                                                               |
| 16 marzo 1996                        | Hochfilzen        | Austria    | SP    | Vladimir Dračëv                                                              | Raphaël Poirée                                                               | Sven Fischer                                                                  |
| 17 marzo 1996                        | Hochfilzen        | Austria    | RL    | Norvegia Ole Einar Bjørndalen Halvard Hanevold Frode Andresen Dag Bjørndalen | Russia Viktor Majgurov Aleksej Kobelev Sergej Tarasov Vladimir Dračëv        | Bielorussia Aljaksej Ajdaraŭ Aleh Ryžankoŭ Aljaksandr Papoŭ Vadzim Sašuryn    |

Legenda:

IN = individuale

SP = sprint

RL = staffetta

TM = gara a squadre

### Classifiche

#### Generale
| Pos. | Nome                 | Nazione  | Punti |
| ---- | -------------------- | -------- | ----- |
| 1    | Vladimir Dračëv      | Russia   | 276   |
| 2    | Viktor Majgurov      | Russia   | 204   |
| 3    | Sven Fischer         | Germania | 184   |
| 4    | Pieralberto Carrara  | Italia   | 166   |
| 5    | Ludwig Gredler       | Austria  | 162   |
| 6    | Sergej Tarasov       | Russia   | 159   |
| 7    | Ricco Groß           | Germania | 157   |
| 8    | Frank Luck           | Germania | 150   |
| 9    | Ole Einar Bjørndalen | Norvegia | 141   |
| 10   | Aleksej Kobelev      | Russia   | 137   |

#### Individuale
| Pos. | Nome            | Nazione  | Punti |
| ---- | --------------- | -------- | ----- |
| 1    | Vladimir Dračëv | Russia   | 132   |
| 2    | Sergej Tarasov  | Russia   | 92    |
| 2    | Viktor Majgurov | Russia   | 92    |
| 4    | Frank Luck      | Germania | 88    |
| 5    | Ricco Groß      | Russia   | 86    |

#### Sprint
| Pos. | Nome              | Nazione  | Punti |
| ---- | ----------------- | -------- | ----- |
| 1    | Vladimir Dračëv   | Russia   | 144   |
| 2    | Ludwig Gredler    | Austria  | 129   |
| 3    | Viktor Majgurov   | Russia   | 112   |
| 4    | Sven Fischer      | Germania | 111   |
| 5    | René Cattarinussi | Italia   | 107   |

#### Staffetta
| Pos. | Nazione     | Punti |
| ---- | ----------- | ----- |
| 1    | Russia      | 120   |
| 2    | Norvegia    | 102   |
| 3    | Germania    | 96    |
| 4    | Bielorussia | 96    |
| 5    | Francia     | 84    |

#### Nazioni
| Pos. | Nazione     | Punti |
| ---- | ----------- | ----- |
| 1    | Russia      | 3889  |
| 2    | Germania    | 3699  |
| 3    | Norvegia    | 3633  |
| 4    | Italia      | 3508  |
| 5    | Bielorussia | 3420  |

## Donne

### Risultati
| Data                                 | Località          | Nazione    | Spec. | Prima                                                                                      | Seconda                                                                                      | Terza                                                                                        |
| ------------------------------------ | ----------------- | ---------- | ----- | ------------------------------------------------------------------------------------------ | -------------------------------------------------------------------------------------------- | -------------------------------------------------------------------------------------------- |
| 7 dicembre 1995                      | Östersund         | Svezia     | IN    | Uschi Disl                                                                                 | Tetjana Vodopjanova                                                                          | Magdalena Wallin                                                                             |
| 9 dicembre 1995                      | Östersund         | Svezia     | SP    | Svjatlana Paramyhina                                                                       | Ol'ga Mel'nik                                                                                | Mari Lampinen                                                                                |
| 10 dicembre 1995                     | Östersund         | Svezia     | RL    | Germania Uschi Disl Katrin Apel Martina Zellner Petra Behle                                | Ucraina Tetjana Vodopjanova Olena Petrova Alena Zubrylava Valentyna Cerbe-Nesina             | Russia Ol'ga Anisimova Ol'ga Mel'nik Galina Kukleva Irina Milešina                           |
| 14 dicembre 1995                     | Oslo Holmenkollen | Norvegia   | IN    | Magdalena Wallin                                                                           | Petra Behle                                                                                  | Soňa Mihoková                                                                                |
| 16 dicembre 1995                     | Oslo Holmenkollen | Norvegia   | SP    | Uschi Disl                                                                                 | Petra Behle                                                                                  | Svjatlana Paramyhina                                                                         |
| 17 dicembre 1995                     | Oslo Holmenkollen | Norvegia   | RL    | Germania Uschi Disl Katrin Apel Martina Zellner Petra Behle                                | Norvegia Ann Elen Skjelbreid Annette Sikveland Hildegunn Mikkelsplass Liv Grete Skjelbreid   | Francia Corinne Niogret Florence Baverel-Robert Emmanuelle Claret Anne Briand                |
| 11 gennaio 1996                      | Anterselva        | Italia     | IN    | Uschi Disl                                                                                 | Andreja Grašič                                                                               | Petra Behle                                                                                  |
| 13 gennaio 1996                      | Anterselva        | Italia     | SP    | Uschi Disl                                                                                 | Emmanuelle Claret                                                                            | Magdalena Wallin                                                                             |
| 14 gennaio 1996                      | Anterselva        | Italia     | RL    | Francia Corinne Niogret Florence Baverel-Robert Emmanuelle Claret Anne Briand              | Germania Uschi Disl Simone Greiner-Petter-Memm Katrin Apel Petra Behle                       | Ucraina Tetjana Vodopjanova Nina Lemeš Olena Petrova Alena Zubrylava                         |
| 18 gennaio 1996                      | Osrblie           | Slovacchia | IN    | Andreja Grašič                                                                             | Ann Elen Skjelbreid                                                                          | Hildegunn Mikkelsplass                                                                       |
| 20 gennaio 1996                      | Osrblie           | Slovacchia | SP    | Emmanuelle Claret                                                                          | Florence Baverel-Robert                                                                      | Andreja Grašič                                                                               |
| 21 gennaio 1996                      | Osrblie           | Slovacchia | TM    | Norvegia Liv Grete Skjelbreid Hildegunn Mikkelsplass Annette Sikveland Ann Elen Skjelbreid | Francia Emmanuelle Claret Anne Briand Florence Baverel-Robert Corinne Niogret                | Finlandia Eija Salonen Katja Holanti Annukka Mallat Mari Lampinen                            |
| Campionati mondiali di biathlon 1996 |                   |            |       |                                                                                            |                                                                                              |                                                                                              |
| 3 febbraio 1996                      | Ruhpolding        | Germania   | IN    | Emmanuelle Claret                                                                          | Ol'ga Mel'nik                                                                                | Olena Petrova                                                                                |
| 6 febbraio 1996                      | Ruhpolding        | Germania   | TM    | Germania Katrin Apel Petra Behle Uschi Disl Simone Greiner-Petter-Memm                     | Ucraina Tetjana Vodopjanova Olena Petrova Alena Zubrylava Nina Lemeš                         | Francia Anne Briand Corinne Niogret Florence Baverel-Robert Emmanuelle Claret                |
| 8 febbraio 1996                      | Ruhpolding        | Germania   | SP    | Ol'ga Romas'ko                                                                             | Ann Elen Skjelbreid                                                                          | Magdalena Wallin                                                                             |
| 10 febbraio 1996                     | Ruhpolding        | Germania   | RL    | Germania Uschi Disl Simone Greiner-Petter-Memm Katrin Apel Petra Behle                     | Francia Corinne Niogret Florence Baverel-Robert Emmanuelle Claret Anne Briand                | Ucraina Tetjana Vodopjanova Valentyna Cerbe-Nesina Olena Petrova Alena Zubrylava             |
| 7 marzo 1996                         | Pokljuka          | Slovenia   | IN    | Tetjana Vodopjanova                                                                        | Natal'ja Permjakova                                                                          | Katrin Apel                                                                                  |
| 9 marzo 1996                         | Pokljuka          | Slovenia   | SP    | Petra Behle                                                                                | Uschi Disl                                                                                   | Yu Shumei                                                                                    |
| 10 marzo 1996                        | Pokljuka          | Slovenia   | RL    | Francia Florence Baverel-Robert Emmanuelle Claret Anne Briand Corinne Niogret              | Germania Uschi Disl Simone Greiner-Petter-Memm Katrin Apel Petra Behle                       | Norvegia Ann Elen Skjelbreid Annette Sikveland Hildegunn Mikkelsplass Gunn Margit Andreassen |
| 14 marzo 1996                        | Hochfilzen        | Austria    | IN    | Simone Greiner-Petter-Memm                                                                 | Myriam Bédard                                                                                | Florence Baverel-Robert                                                                      |
| 16 marzo 1996                        | Hochfilzen        | Austria    | SP    | Soňa Mihoková                                                                              | Yu Shumei                                                                                    | Simone Greiner-Petter-Memm                                                                   |
| 17 marzo 1996                        | Hochfilzen        | Austria    | RL    | Francia Florence Baverel-Robert Emmanuelle Claret Anne Briand Corinne Niogret              | Norvegia Ann Elen Skjelbreid Annette Sikveland Hildegunn Mikkelsplass Gunn Margit Andreassen | Germania Uschi Disl Simone Greiner-Petter-Memm Katrin Apel Petra Behle                       |

Legenda:

IN = individuale

SP = sprint

RL = staffetta

TM = gara a squadre

### Classifiche

#### Generale
| Pos. | Nome                    | Nazione     | Punti |
| ---- | ----------------------- | ----------- | ----- |
| 1    | Emmanuelle Claret       | Francia     | 226   |
| 2    | Uschi Disl              | Germania    | 214   |
| 3    | Petra Behle             | Germania    | 191   |
| 4    | Andreja Grašič          | Slovenia    | 187   |
| 5    | Magdalena Wallin        | Svezia      | 178   |
| 6    | Florence Baverel-Robert | Francia     | 173   |
| 6    | Nathalie Santer         | Italia      | 173   |
| 8    | Anne Briand             | Francia     | 170   |
| 9    | Svjatlana Paramyhina    | Bielorussia | 157   |
| 10   | Ol'ga Mel'nik           | Russia      | 157   |

#### Individuale
| Pos. | Nome              | Nazione  | Punti |
| ---- | ----------------- | -------- | ----- |
| 1    | Andreja Grašič    | Slovenia | 109   |
| 2    | Emmanuelle Claret | Francia  | 108   |
| 3    | Uschi Disl        | Germania | 99    |
| 4    | Magdalena Wallin  | Svezia   | 94    |
| 5    | Nathalie Santer   | Italia   | 92    |

#### Sprint
| Pos. | Nome                 | Nazione     | Punti |
| ---- | -------------------- | ----------- | ----- |
| 1    | Emmanuelle Claret    | Francia     | 118   |
| 2    | Uschi Disl           | Germania    | 115   |
| 3    | Petra Behle          | Germania    | 103   |
| 4    | Svjatlana Paramyhina | Bielorussia | 87    |
| 5    | Corinne Niogret      | Francia     | 86    |

#### Staffetta
| Pos. | Nazione  | Punti |
| ---- | -------- | ----- |
| 1    | Germania | 116   |
| 1    | Francia  | 116   |
| 3    | Norvegia | 98    |
| 4    | Ucraina  | 95    |
| 5    | Russia   | 90    |

#### Nazioni
| Pos. | Nazione  | Punti |
| ---- | -------- | ----- |
| 1    | Francia  | 3746  |
| 2    | Germania | 3718  |
| 3    | Ucraina  | 3450  |
| 4    | Russia   | 3448  |
| 5    | Norvegia | 3446  |